# Beloljin
Beloljin (en serbe cyrillique : Белољин) est un village de Serbie situé dans la municipalité de Prokuplje, district de Toplica. Au recensement de 2011, il comptait 493 habitants.

## Démographie
| 1948  | 1953  | 1961  | 1971 | 1981 | 1991 | 2002 | 2011 |
| ----- | ----- | ----- | ---- | ---- | ---- | ---- | ---- |
| 1 343 | 1 215 | 1 070 | 826  | 769  | 657  | 569  | 493  |

|  |